# Karl 4. af Frankrig
Karl 4. (fransk: Charles IV, Karl den Smukke (fransk: Charles le Bel 15. juni 1294 – 1. februar 1328) var konge af Frankrig og som Karl 1. af Navarra fra 1322 til 1328. Han var den sidste konge af  de direkte capetinger.